# Slottet Blankenhain
Slottet Blankenhain ligger nära den tyska staden Crimmitschau i förbundslandet Sachsen. Byggnaden tillhör en före detta riddaregård och utgör idag, med ett intilliggande jordbruksmuseum, en större museianläggning. Hela anläggningen är 11 hektar stor och består av över 80 byggnader.
Slottet påbörjades troligen under 1100-talet, men det nämns först 1423 i en urkund. 1661 brann slottet ned och det återuppfördes omkring år 1700. Mansardtaket och tornens spetsar i barockstil byggdes 1765.
Efter andra världskriget planerade den sovjetiska ockupationsmakten att slottet skulle rivas, men på grund av protester från regionens invånare står huset kvar.
Slottet används som museum sedan 1981.